# Oghurische Sprachen
Die oghurischen Sprachen (kurz Bolgar-Türkisch) sind ein Zweig der Turksprachen. Er umfasst heute nur noch die tschuwaschische Sprache mit etwa einer Million Muttersprachlern. Historische Sprachen dieses Zweigs sind Chasarisch und Bolgarisch (Donau-Bolgarisch und Wolga-Bolgarisch), die beide ausgestorben sind. Umstritten ist die Klassifikation des Hunnischen und des Awarischen. Hyun Jin Kim vermutet jedoch, dass beide eine oghurische Sprache waren.
| Sprache        | Sprecherzahl | hauptsächlich verbreitet in folgenden Ländern (mit Sprecherzahlen) |
| -------------- | ------------ | ------------------------------------------------------------------ |
| Tschuwaschisch | 1,8 Mio.     | Russland (Tschuwaschien u. a.) 1,8 Mio., Kasachstan 22.000         |

## Klassifikation
Turksprachen
- Oghurisch (Bolgarisch)
  - Bolgarisch †
  - Chasarisch †
  - Tschuwaschisch
  - Awarische Sprache (umstritten)
  - Hunnisch (umstritten)[2]